# أنطونيو كاندلا
أنطونيو كاندلا (بالإيطالية: Antonio Candela)‏ هو لاعب كرة قدم إيطالي، ولد في 27 أبريل 2000 في لا سبيتسيا في إيطاليا. شارك مع منتخب إيطاليا تحت 20 سنة لكرة القدم. أما مع النوادي، فقد لعب مع نادي سبيزيا.

## وصلات خارجية
- أنطونيو كاندلا على موقع الاتحاد الأوربي (الإنجليزية)
- أنطونيو كاندلا على موقع قاعدة بيانات كرة القدم.إي يو (الإنجليزية)
- أنطونيو كاندلا على موقع Soccerway.com (الإنجليزية)
- أنطونيو كاندلا على موقع عالم كرة القدم.نت (الإنجليزية)